# Erik Åkerlund (politiker)
För andra betydelser, se Erik Åkerlund (olika betydelser).
Erik Gabriel Henrik Åkerlund i riksdagen kallad Åkerlund i Lovisedal och Åkerlund i Norra Järsjö, född 30 mars 1853 i Kårsta församling, Stockholms län, död 6 mars 1932 i Söderby-Karls församling, Stockholms län, var en svensk godsägare och riksdagspolitiker.
Åkerlund var ägare till godset Lovisedal i Rö församling i Stockholms län. Som riksdagsman var han ledamot av andra kammaren för Mellersta Roslags domsagas valkrets (1887–1911), Stockholms läns norra valkrets (1912–1921) och i Stockholms läns valkrets (1922–1924). De sista åren var han kammarens ålderspresident.